# Koyama-Fichte
Die Koyama-Fichte (Picea koyamae) ist eine Art aus der Familie der Kieferngewächse (Pinaceae). Sie ist eine Reliktart, welche in Japan heimisch ist.

## Beschreibung

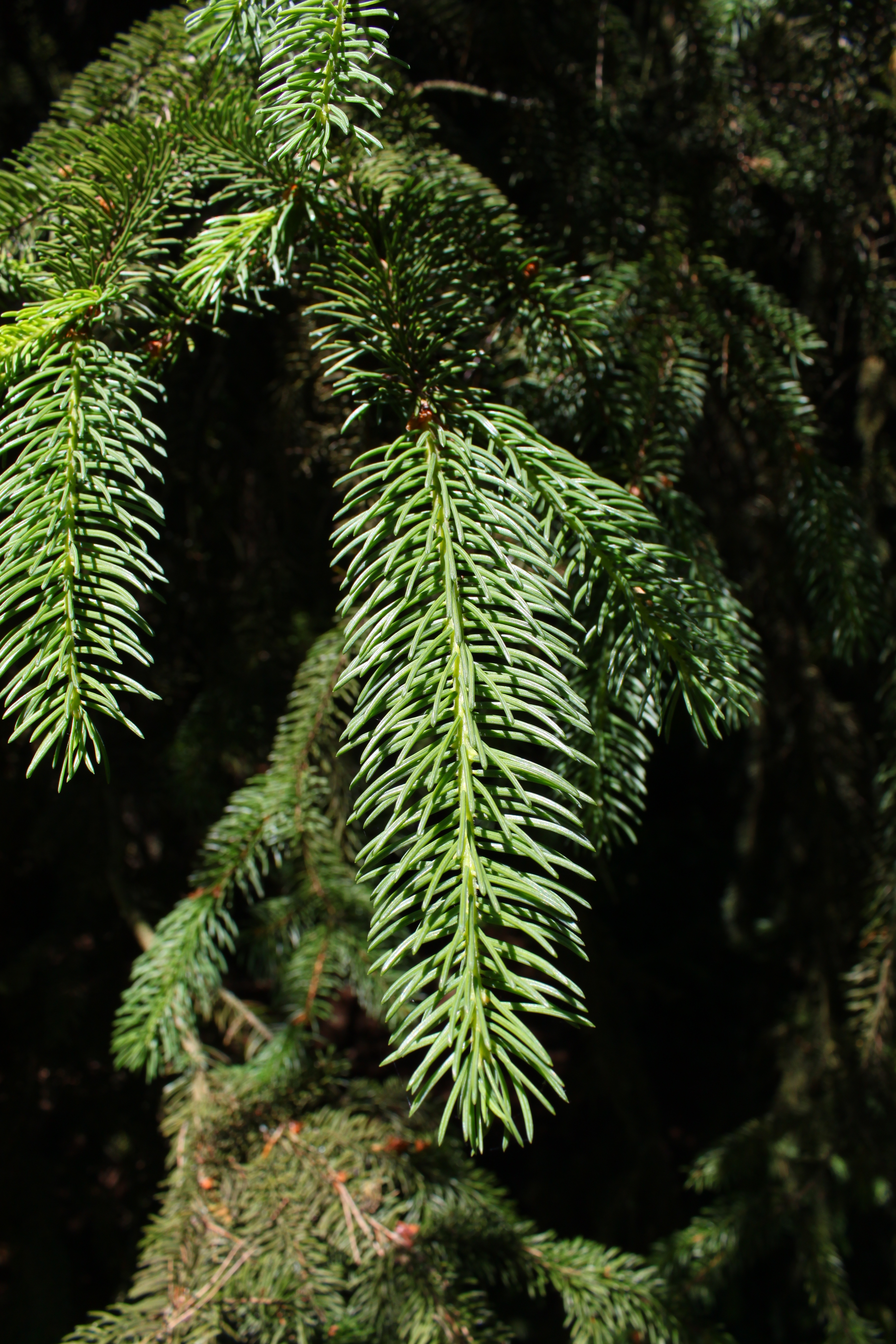
Zweig mit Nadeln

Die Koyama-Fichte wächst als immergrüner Baum, der Wuchshöhen von bis zu 20 Metern und Brusthöhendurchmesser von bis zu 40 Zentimeter erreichen kann. Vom geraden Stamm gehen die dünnen Äste horizontal ab. Die Stammborke ist bei jungen Bäumen glatt und braun gefärbt. Sie verfärbt sich mit zunehmendem Alter über graubraun hin zu schwarzbraun, wird rau und schuppig  und blättert in dünnen Schuppen ab. Die unbehaarte, gefurchte Rinde der Zweige ist braun gefärbt.
Die kräftigen Pulvini werden 0,8 bis 0,9 Millimeter lang. Die hellgrünen Nadeln sind bei einer Länge von 0,8 bis 1,2 Zentimeter und einer Breite von rund 0,15 Zentimeter linear-viereckig geformt. Ihre Spitze ist an Jungbäumen spitz und an älteren Bäumen stumpf. Auf jeder Nadelseite befindet sich ein auffälliges Stomataband.
Die Koyama-Fichte ist einhäusig-getrenntgeschlechtig (monözisch) und die Blütezeit erstreckt sich von Mai bis Juni. Die zylindrischen männlichen Blütenzapfen sind rotbraun gefärbt und tragen zahlreiche Staubblätter. Die einzeln an den Zweigen hängenden Zapfen sind bei einer Länge von 4 bis 8 Zentimetern und einer Dicke von 2 bis 2,5 Zentimetern zylindrisch geformt. Sie sind zur Reife hin rötlich violett gefärbt. Die dünnen und holzigen Samenschuppen sind kugel- bis eiförmig und werden etwa 1,5 Zentimeter lang sowie 1,3 bis 1,6 Zentimeter breit. Ihre oberer Rand ist fein gezähnt. Die spindelförmigen, schwarzbraunen Samen werden etwa 3 Millimeter lang und rund 2 Millimeter breit. Sie haben einen hellbraunen, länglichen bis verkehrt-eiförmigen Flügel, welcher etwa 1 Zentimeter lang und rund 0,5 Zentimeter breit ist.
Die Chromosomenzahl beträgt 2n = 24.

## Verbreitung und Standort
Das natürliche Verbreitungsgebiet der Koyama-Fichte liegt in Japan. Es umfasst dort die im zentralen Honshū gelegenen Yatsugatake-Berge und das Akaishi-Gebirge. Sie gilt als Reliktart, welche an der südlichen Grenze des Verbreitungsgebietes der Fichten vorkommt.
Die Koyama-Fichte gedeiht in Höhenlagen von 1500 bis 2000 Metern. Sie ist eine Baumart des kühlen Klimas mit schneereichen Wintern. Die Jahresniederschläge liegen je nach Standort zwischen 1000 und 2000 Millimeter. Sie wächst vor allem an Nordhängen auf erkalteten Lavaströmen oder auf Böden, welche sich auf Phyllit, Sandstein oder Kalkstein gebildet haben. Die Art bildet sowohl Rein- als auch Mischbestände aus. Zu den vergesellschafteten Arten gehören die Japanische Lärche (Larix kaempferi), die Alcocks-Fichte (Picea alcoquiana), Maximowiczs Fichte (Picea maximowiczii), die Korea-Kiefer (Pinus koraiensis), die Mongolische Eiche (Quercus mongolica) und der Japanische Lebensbaum (Thuja standishii) sowie verschiedene Sträucher.
Die Koyama-Fichte wird in der Roten Liste der IUCN als „vom Aussterben bedroht“ eingestuft. Das heutige Verbreitungsgebiet der Art umfasst weniger als 100 km² und der Gesamtbestand wird auf weniger als tausend ausgewachsene Bäume geschätzt. Vor allem Waldbrände, Taifune sowie Hangrutschungen und Waldschlägerungen in Verbindung mit Anpflanzungen der Japanischen Lärche haben dazu geführt, dass es nur mehr relativ kleine, voneinander isolierte Bestände gibt, zwischen denen nur ein geringer Genaustausch stattfindet. Die Zahl der ausgewachsenen Bäumen gilt als rückläufig.

## Systematik
Picea koyamae wird innerhalb der Gattung der Fichten (Picea) der Untergattung Picea, der Sektion Picea, der Untersektion Picea und der Serie Picea zugeordnet.
Die Erstbeschreibung als Picea koyamai erfolgte 1913 durch Homi Shirasawa im Botanical Magazine, Band 27, Seite 128. Das Artepitheton koyamae ehrt den Botaniker Mitsua Koyama (1885–1935), welcher die Art 1911 entdeckte.